# 로드 (도시)

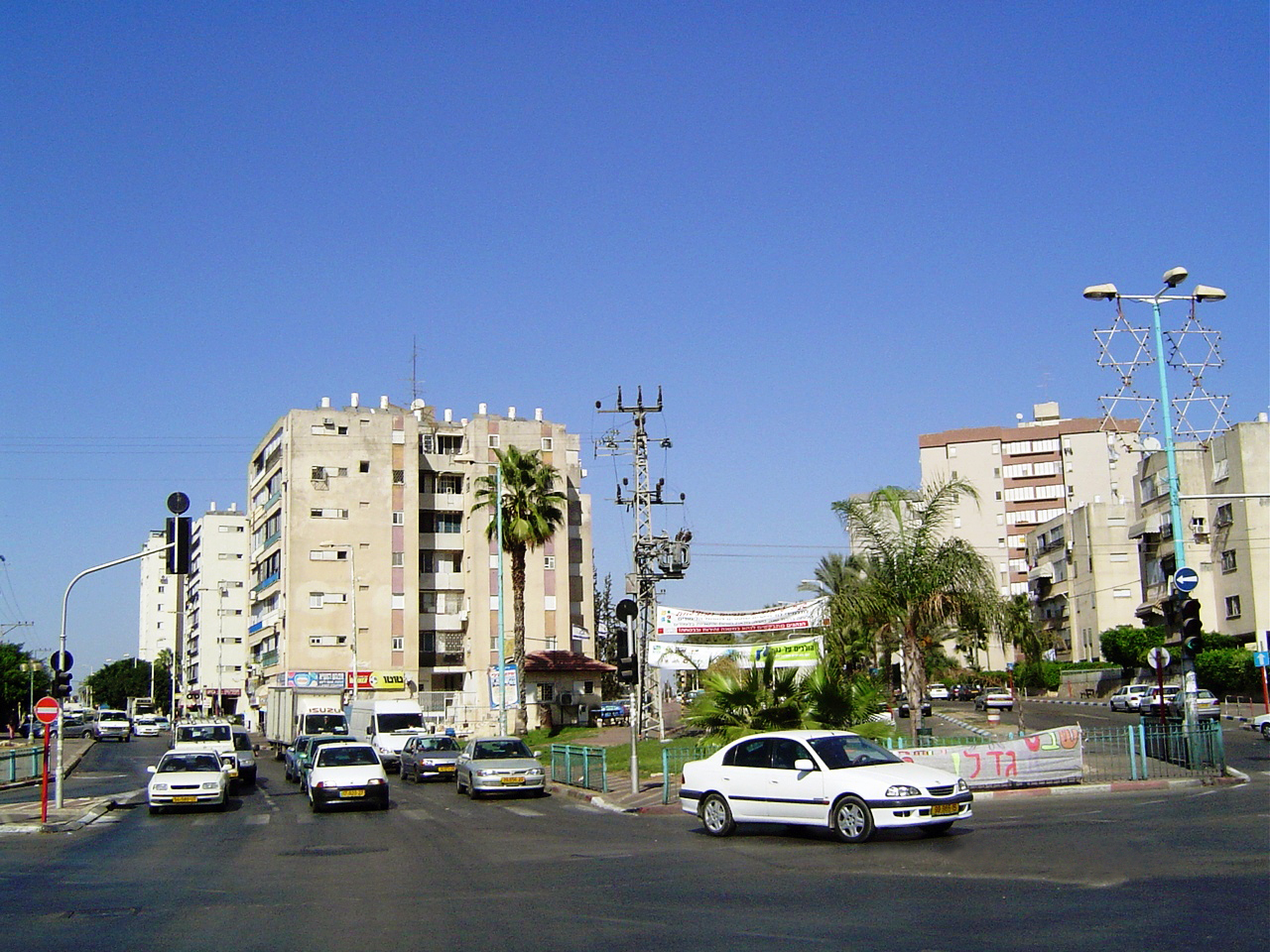
로드 시가지

로드(히브리어: לוֹד, Lod, 아랍어: اَلْلُدّْ, al-Ludd 알루드[*])는 이스라엘 중부 구에 위치한 도시로, 텔아비브에서 남동쪽으로 15km 정도 떨어진 곳에 위치한다. 인구는 70,000명(2010년 기준)이며 유대인은 시 인구의 75%, 아랍인은 시 인구의 25%를 차지한다. 벤구리온 국제공항이 위치한다.

## 역사
고대에는 리다(고대 그리스어: Λύδδα)라는 이름으로 불리었으며, 신석기 시대 유적이 발견되었다. 기원전 5세기부터 로마 시대 말기까지 유대인들의 학문과 무역의 중심지가 되었다.
근세에는 1948년 아랍-이스라엘 전쟁 과정에서, 이스라엘 방위군이 공격을 받아 다수의 아랍인들이 사망하거나 추방되었다.